# Brokesie nejmenší
Brokesie nejmenší, Brookesia minima, je trpasličí druh zemního chameleona. Včetně ocásku dorůstá délky jen 3 cm. Donedávna byla považována za nejmenší druh chameleona vůbec, ale v roce 2012 byl popsán ještě menší druh, Brookesia micra, a ještě menší druhy možná na své objevení teprve čekají.
Brokesie nejmenší má válcovité tělo s hlavou nasazenou bez výraznějšího přechodu, na hřbetě je vyvinut dvouřadý hřeben. Nos je krátký a směřuje šikmo dolů, přilba je vrásčitá. Prsty má srostlé v klíšťky, na hrudních končetinách srůstají tři vnější a dva vnitřní prsty, na pánevních je tomu naopak. Prsty jsou opatřené drápky. Šupiny na těle jsou nepravidelné a kůže tvoří svisle probíhající vlnovité vrásky. Samice dorůstají délky až 34 mm včetně ocasu, který je asi 12 mm dlouhý. Samci jsou menší, do 28 mm dlouzí, mají více zploštělé tělo než samice a zesílený kořen ocasu.
Je to endemit Madagaskaru, v přírodě se vyskytuje na několika lokalitách na severu ostrova a dále na ostrůvku Nosy Be. Obývá nížinný deštný les, dává přednost stinným místům. Aktivní je ve dne, v noci šplhá na větve a na nízké rostliny a nocuje asi 10 cm nad zemí. Brokesie nejmenší je samotářský druh, ale není tak agresivní jako některé jiné druhy chameleonů. Samec se samici dvoří kýváním a trhavými pohyby hlavy. Je-li samice svolná k páření, samec se jí vyšplhá na hřbet a i několik hodin se nechá nosit. Ke kopulaci dochází obvykle večer nebo v noci.
Brokesie nejmenší je vejcorodá, za 4-6 týdnů po páření samice klade nejčastěji dvě vejce, ze kterých se již za několik dní líhnou mláďata. Pohlavně dospívá po jednom roce.
Brokesii nejmenší je možno chovat v párech nebo i ve skupinách tvořených samcem a více samicemi. Minimální velikost terária pro pár nebo skupinu 1,2 je 40x40x40 cm. Vhodným substrátem je zahradní zemina, terárium je dále doplněno kůrou a větvemi na šplhání. Vhodná teplota přes den se pohybuje mezi 23-25 °C, s nočním poklesem na 18-20 °C. Důležitá je vysoká vlhkost vzduchu, mezi 80-100 %. Proto je třeba terárium několikrát denně rosit, kapky vody z rostlin chované brokesie také pijí. Délka světelného dne je 12 hodin.
Krmí se drobným hmyzem, octomilkami, mšicemi a chvostoskoky. Nelze je krmit cvrčky, ti by mohli být pro zvíře této velikosti nebezpeční.